# Арнолд I (Клеве)
Арнолд I (на немски: Arnold I von Kleve, * ок. 1100, † 20 февруари 1147) е граф на Клеве от 1119 до 1147 г.
Той е син и наследник на граф Дитрих I. Той разширява териториите си. Между 1119 и 1122 г. той получава фогтправата над манастир Ст. Виктор в Ксантен и манастир Фюрстенберг и собственостите в Хетер. Чрез женитбата му с Ида фон Брабант (фон Льовен) през 1128 г. той получава нейната зестра земите на манастир Ехтернахт във Везел и горското графство Везел цу Клеве. Освен това граф Арнолд получава правата на фогт над манастир Оберндорф.
Той подарява през 1138 г. манастир Св. Мария в Бедбург близо до замък Клеве и реставрира манастир Св. Клеменс във Висел. От 1126 г. Арнолд е в двора на епископа на Утрехт.
Граф Арнолд фон Клеве е погребан в манастирската църква в манастир Св. Мария в Бедбург. Наследен е от син му Дитрих II.

## Семейство и деца
Арнолд е женен от 1128 г. за Ида фон Льовен († 27 юли преди 1162), дъщеря на херцог Готфрид I фон Льовен от Долна Лотарингия от фамилията Регинариди и на Ида дьо Шини (1078-1117). Тя е сестра на Аделаида, от 1121 г. съпруга на английския крал Хенри I. Двамата имат децата:
- Арнолд
- Дитрих II († 1172)
- дъщеря, омъжена за Еберхард I фон Берг († 1180)